# Clive (fleuve)
Pour les articles homonymes, voir Clive.
Le fleuve Clive (en anglais : Clive River) est un  cours d’eau de la région de Hawke's Bay, dans l’Île du Nord de la Nouvelle-Zélande.

## Géographie
Avec ses 33 km de long, c’est la plus courte des rivières principales s’écoulant dans les plaines d'Heretaunga. Le fleuve Clive occupe l’ancien cours du fleuve  Ngaruroro, qui en 1867 changea de lit pour prendre son trajet actuel, à la suite d'une inondation importante.
Tirant l’essentiel de son débit du drainage des fossés d’irrigation autour de la plaine d’Heretaunga, le fleuve débute à l’ouest de Flaxmere (juste au sud du fleuve Ngaruroro, d'où il s’écoule vers le sud-est, passant à l’ouest d’Hastings avant de faire un angle aigu vers la droite et de tourner en direction de Havelock North. Le fleuve s’écoule ensuite vers le nord-est au delà de « Havelock North », où il est connu sous le nom de « Karamu Stream », et à nouveau s’écoule au-delà de Hastings, cette fois-ci vers l’est. Il s’écoule jusqu’à la ville de Clive pour se jeter dans l’Océan Pacifique.